# NDUFAB1
NDUFAB1 (англ. NADH:ubiquinone oxidoreductase subunit AB1) – білок, який кодується однойменним геном, розташованим у людей на короткому плечі 16-ї хромосоми. Довжина поліпептидного ланцюга білка становить 156 амінокислот, а молекулярна маса — 17 417.
| 10         |  | 20         |  | 30         |  | 40         |  | 50         |
| ---------- |  | ---------- |  | ---------- |  | ---------- |  | ---------- |
| MASRVLSAYV |  | SRLPAAFAPL |  | PRVRMLAVAR |  | PLSTALCSAG |  | TQTRLGTLQP |
| ALVLAQVPGR |  | VTQLCRQYSD |  | MPPLTLEGIQ |  | DRVLYVLKLY |  | DKIDPEKLSV |
| NSHFMKDLGL |  | DSLDQVEIIM |  | AMEDEFGFEI |  | PDIDAEKLMC |  | PQEIVDYIAD |
| KKDVYE     |  |            |  |            |  |            |  |            |

A: Аланін

C: Цистеїн

D: Аспарагінова кислота

E: Глутамінова кислота

F: Фенілаланін

G: Гліцин

H: Гістидин

I: Ізолейцин

K: Лізин

L: Лейцин

M: Метіонін

N: Аспарагін

P: Пролін

Q: Глутамін

R: Аргінін

S: Серин

T: Треонін

V: Валін

Кодований геном білок за функцією належить до фосфопротеїнів. 
Задіяний у таких біологічних процесах, як метаболізм жирних кислот, метаболізм ліпідів, транспорт, біосинтез жирних кислот, біосинтез ліпідів, транспорт електронів, дихальний ланцюг, ацетилювання. 
Локалізований у мітохондрії.